# Jalmenus daemeli
Jalmenus daemeli är en fjärilsart som beskrevs av Semper 1879. Jalmenus daemeli ingår i släktet Jalmenus och familjen juvelvingar. Inga underarter finns listade i Catalogue of Life.

## Bildgalleri

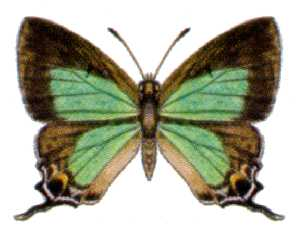